# Протокол (документи)
Протокол — це один з найпоширеніших документів колегіальних органів. У ньому фіксують хід і результати проведення зборів, конференцій, засідань, нарад. У протоколах відбуваються всі виступи з питань, що розглядаються, і рішення, ухвалені в результаті обговорення проблем. Вони оформлюються на підставі записів і стенограм, зроблених у ході засідань.

Протокол веде секретар або інша спеціально призначена особа. Протоколи загальних зборів (нарад) підписують голова й секретар, а протоколи засідань комісій — усі члени президії.

## Класифікація протоколів
За обсягом фіксованих даних протоколи поділяють на:

Стислі, в яких записано лише ухвалу або поширену резолюцію, а також зазначено номер, дату, назву організації, кількість присутніх, порядок денний. Під рубрикою «Слухали» — назва питання, хто висловився.
Повні, в яких записуються виступи доповідачів та інших учасників зборів, нарад, засідань. У докладний протокол заносять також запитання доповідачеві та конспективний запис виступів під час обговорення.
- витяг з протоколу — коротка форма повного протоколу. У витягу вказують прізвища та ініціали тих, хто виступив (без викладу виступів), а також зміст прийнятих рішень. Витяг із протоколу підписують голова й секретар засідання. У протоколі роблять помітку про зроблений витяг, а також зазначають, кому його вручено чи надіслано.

Стенографічні, де всі виступи, репліки, запитання й відповіді записуються дослівно. Якщо хід засідання стенографується, зміст виступів до протоколу не заноситься; розшифрована та оформлена належним чином стенограма додається до протоколу.
Коли хід зборів, нарад, засідань фіксується на магнітній плівці шляхом запису на магнітофоні чи диктофоні, після засідання записані на ній тексти виступів передруковуються і заносяться до протоколу.

## Реквізити протоколу
Протокол має такі реквізити:
1. Назву виду документа, яку пишуть посередині рядка;
2. Порядковий номер протоколу;
3. Назва зборів, конференції, засідання, наради із зазначенням їх характеру (загальні збори, виробнича нарада, розширена нарада);
4. Назва установи, підприємства чи організації, де відбулися збори, конференція;
5. Дата проведення зборів, засідання, наради, яку пишуть нижче від назви організації з лівого боку. У цьому ж рядку з правого боку пишуть місце проведення (назву міста);
6. Кількісний склад учасників, який пишуть з нового рядка. У разі великої кількості присутніх на засіданні їх список складають окремо й додають, а в протоколі зазначають лише загальну кількість. Якщо кількість учасників сягає 10 —12 осіб, то вказують усіх присутніх;
7. Посади, прізвища, ініціали керівників зборів, конференції, наради (голови, секретаря, членів президії);
8. Порядок денний, тобто питання, що їх розглядають на зборах, нараді або конференції. Питання у порядку денному формулюють у називному відмінку;
9. Текст;
10. Перелік додатків до протоколу із зазначенням кількості сторінок;
11. Підписи керівників зборів, засідання, конференції (голови й секретаря).

## Розділи тексту протоколу
Основний текст протоколу поділяється на розділи, які відповідають пунктам порядку денного. Кожний розділ містить: «Слухали», «Виступили», «Ухвалили».
Слово «Слухали» друкується великими літерами, після нього ставиться двокрапка. У наступному рядку з абзацу вказують ініціали та прізвище доповідача (у називному відмінку), тему доповіді. Далі викладається основний зміст доповіді або вказується, що текст додається.
Так само оформляється розділ «Виступили».
У розділі «Ухвалили» повністю записується прийняте рішення, яке може складатися з одного чи кількох пунктів або з констатуючої частини й резолюції.
Якщо на зборах проводяться вибори таємним голосуванням, результати оформляються окремими протоколами лічильної комісії: в одному зазначається склад комісії, а в другому — результати голосування.
Результати голосування з кожної кандидатури записуються так: 1. За Васшишина Ю. Г. — 50 голосів, проти — 0, утримався — 1.
Текст протоколу має бути точним, лаконічним, складеним на основі виступів, повинен усебічно характеризувати обговорюване питання з додержанням змісту й форми викладу, позиції учасників сторін.
Протоколи групуються у хронологічному порядку і за номерами, документами, що стосуються одного протоколу, — за порядком денним.
Рішення колегіальних органів доводяться до виконавців і організацій, що належать до сфери управління установи, через надсилання їм рішень.
Рішення колегій установ впроваджується в життя наказами керівника установи.